# Jadwiga Sobczak
Jadwiga Elżbieta Sobczak – polska filolog, dr hab., profesor nadzwyczajny Państwowej Wyższej Szkoły Filmowej, Telewizyjnej i Teatralnej im. Leona Schillera w Łodzi Wydziału Aktorskiego, oraz Katedry Filologii Słowiańskiej Wydziału Filologicznego Uniwersytetu Łódzkiego.

## Życiorys
Obroniła pracę doktorską, następnie uzyskała stopień doktora habilitowanego. Została zatrudniona na stanowisku profesora nadzwyczajnego w Katedrze Filologii Słowiańskiej na Wydziale Filologicznym Uniwersytetu Łódzkiego, oraz w Państwowej Wyższej Szkole Filmowej, Telewizyjnej i Teatralnej im. Leona Schillera w Łodzi Wydziale Aktorskim.